# Isak Rothovius
Isak Rothovius, född 1572 i Hedenstorps by, Angelstads socken, död 10 februari 1652 i Åbo, var en svensk biskop i Åbo stift.

## Biografi
Fadern var skattebonden Börje Larsson vars far enligt Gabriel Anrep var en från Tyskland invandrad kaptenlöjtnant vid namn Lorentz Roth som införskaffade sig ett hemman i Sverige. Isak Rothovius tvillingbror var superintendenten i Kalmar stift Jonas Rothovius.
Rothovius föddes i en fattig bondefamilj men fick möjlighet att studera vid åtskilliga gymnasier och kom 1595 till Uppsala, där han 1597 erhöll lärarebefattning för bröderna Axel Oxenstierna, Krister Oxenstierna och Gabriel Oxenstierna, med vilka han samma år begav sig till Tyskland, där de besökte universiteten i Rostock och Wittenberg. I Wittenberg blev Rothovius 1602 filosofie magister, varefter han återvände till hemlandet, ditkallad som hovpredikant hos hertig Karl, och utnämndes 1603 till kyrkoherde i Nyköpings Västra församling. Han kvarblev där till 1627, då han enhälligt av prästeståndet vid riksdagen kallades till biskop i Åbo. Han hade då predikat 3 183 gånger i Nyköping, således omkring 138 gånger årligen.   
Redan 1627 inrättade han ett slags kyrkoråd i Åbo och utgav stadgar för kyrkostyrelsen, höll 1628 det första prästmötet i stiftet samt inrättande gymnasiet i Åbo, som 1630 fick sina privilegier. Detta förvandlades till universitet 1640, Kungliga Akademien i Åbo. Per Brahe d.y. var den som främst medverkade till universitetets grundande. Rothovius blev prokansler samt omgav sig med framstående lärare.
1638 stadfäste regeringen en av Rothovius föreslagen bibelkommission för utgivande av Bibeln på finska, ett arbete, som trycktes i Stockholm redan 1642.
I Statens porträttsamling på Gripsholms slott återfinns Jockim Neimans målning från 1652 av Rothovius i prästdräkt.
Rothovius första hustru Anna Eriksdotter var enligt Anrep dotter till borgmästaren i Nyköping och dotterdotter till biskop Petrus Jonæ Helsingus. Hans andra hustru Carin Andersdotter var dotter till kyrkoherden Andreas Nicolai i Östra Husby församling.
Ättlingar till Isak Rothovius kallade sig Rothof, däribland Carl, Fredrik, Birger Fredrik och Emanuel Rothoff. Grenar av den släkt han och brodern gav upphov till adlades med namnen Gyllenroth, Rothåf, Ridderhof och  Rothoff.